# سلانا (ناحیه سمیلی)
سلانا (به چکی: Slaná) یک منطقهٔ مسکونی در جمهوری چک است که در ناحیه سمیلی واقع شده‌است. سلانا ۷۰۳ نفر جمعیت دارد و ۳۵۸ متر بالاتر از سطح دریا واقع شده‌است.